# Müll im Garten Eden
Müll im Garten Eden ist ein deutscher Dokumentarfilm aus dem Jahr 2012 des Regisseurs Fatih Akin. Der Film wurde 2012 bei den Internationalen Filmfestspielen in Cannes gezeigt. Filmpremiere in Deutschland war am 6. Dezember 2012.
Der Film zeigt das türkische Dorf Çamburnu nahe Trabzon, in dessen unmittelbarer Nähe der türkische Staat eine Mülldeponie zur Müllentsorgung der umliegenden Städte gebaut hat.

## Handlung
Der Film begleitet den Bau und Betrieb der Deponie bei Çamburnu in den Jahren 2007 bis 2012. Das Dorf liegt in einem Teeanbaugebiet an der türkischen Schwarzmeerküste. Zunächst werden im stillgelegten Kupfertagebau Geotextilien ausgelegt, eine Sohle aus Gestein eingebracht und Entwässerungsrohre gelegt.
Der Bürgermeister von Çamburnu muss die Deponie genehmigen; als er darauf dringt, dass technische Voraussetzungen und gesetzliche Bestimmungen eingehalten werden, wird er wegen Behinderung des Baus verklagt. Seine Anwältin erklärt, dass es in der Türkei die einstweilige Verfügung nicht gibt, und der Bau nicht gestoppt werden kann. Selbst wenn man auf dem juristischen Weg Recht erhält, sind inzwischen bereits Fakten geschaffen worden.
Als der erste Müll herangefahren worden ist, sind die Geotextilien bereits beschädigt worden. Die Dorfbewohner leiden unter Müllgestank, übelriechendes Sickerwasser wird in den Dorfbach geleitet und fließt von dort weiter ins nahe Schwarze Meer. Proteste formieren sich. Der Deponiebetreiber lässt mehrere Masten errichten, von deren Spitzen Parfum über den Müll versprüht wird.
Der Gouverneur der Provinz erscheint im schwarzen Mercedes, hört sich an, was Dorfbewohner vorbringen, verspricht aber nichts. Nach starken Regenfällen zeigt sich, dass das Klärbecken der Deponie zu klein gebaut wurde. Dorfbewohner blockieren daraufhin die Zufahrtsstraße. Es erscheinen Mitarbeiter des Umweltbüros, die aber einen überwiegend hilfslosen Eindruck machen.
Auch der türkische Umweltminister sieht sich die Deponie an. Ihm gefällt, dass der Müll in der Deponie liegt und nicht – wie sonst üblich – auf den Strand gespült wird.
Am nördlichen Rand der Deponie soll eine Sperrmauer gebaut werden, damit der Müll nicht vom Regenwasser fortgespült wird. Vermutlich infolge der Bauarbeiten bricht eine Wand des Klärbeckens. Es läuft vollständig leer. Trotzdem wird weiterer Müll abgekippt.
Die Einwohnerzahl Çamburnus ist bereits gesunken. Junge Bewohner des Dorfs sagen, dass sie sich nicht vorstellen können, dort Kinder groß zu ziehen. Im Abspann wird eine kämpferische, ältere Dorfbewohnerin gezeigt, die – mit mehr Unterstützung – die Deponie „abgefackelt“ hätte. Die Frau ist jedoch bereits im Jahr 2011 verstorben.

## Kritiken
Das Lexikon des internationalen Films urteilte: „Die von Sympathie für die Anwohner getragene Dokumentation von Fatih Akin rollt die Historie des Umweltskandals auf, was wie eine Realsatire aus Absurdistan wirkt. Gedreht mit dem Herzblut der persönlichen Betroffenheit, krankt der Film unübersehbar daran, dass er dramaturgisch weitgehend Stückwerk bleibt.“ ()